# John Wetton
John Kenneth Wetton (Derby, 12 giugno 1949 – 31 gennaio 2017) è stato un cantante, bassista e chitarrista britannico.

## Biografia

### Primi anni
Nato nel Derbyshire, crebbe a Bournemouth nel Dorset e sin dalla fine degli anni sessanta si mise in vista come cantante, autore, bassista e chitarrista in molti gruppi rock progressivo e rock.
Il primo gruppo in cui militò Wetton furono i Mogul Thrash, con il quale pubblicò l'omonimo album nel 1971, prima del loro scioglimento. Nel 1972 fu chiamato dai Family per sostituire John Weider, contribuendo alla realizzazione degli album Fearless e Bandstand, lasciando la formazione nello stesso anno.

### Anni settanta
Chiamato nel 1972 dal suo amico di infanzia Robert Fripp a sostituire Boz Burrell, Wetton entrò nei King Crimson, con i quali realizzò tre album: Larks' Tongues in Aspic (1973), Starless and Bible Black e Red (1974), oltre all'album dal vivo USA. Scioltasi quella formazione dei King Crimson alla fine del 1974, Wetton entrò negli Uriah Heep e come turnista nei Roxy Music di Bryan Ferry. Sempre nel 1974 formò gli Streetwalkers con ex-membri dei Family e dei King Crimson.
Nel 1978 formò con Bill Bruford gli UK, complesso che realizzerà due album in studio e uno dal vivo. L'anno seguente realizzò con i vecchi amici del periodo musicale pre-professionistico (tra i quali anche Richard Palmer-James, paroliere dei King Crimson e membro della prima formazione dei Supertramp) il disco I Wish You Would per la Polydor Records, con lo pseudonimo Jack-Knife.

### Anni ottanta e novanta
Nel 1980 pubblicò il suo primo album da solista per la E.G. Records, Caught in the Crossfire. Il lavoro era di buon livello, pur mancando di un brano trascinante che catturasse l'attenzione del grande pubblico. Tra il 1980 e il 1981 collaborò anche con il gruppo francese Atoll (più in là sarebbe uscito – con bozze di due brani che successivamente pubblicheranno gli Asia – il disco Rock Puzzle). Nel frattempo partecipò (in veste di bassista e compositore di un brano) all'album Number the Brave dei Wishbone Ash.
Nel 1981 Wetton fondò gli Asia insieme ad altri nomi noti della scena progressive: Steve Howe (chitarrista degli Yes), Carl Palmer (batterista degli Emerson, Lake & Palmer) e Geoff Downes (tastierista dei Buggles e degli Yes). Il successo del complesso fu clamoroso: 9 milioni di copie vendute dell'album di debutto omonimo e quattro del seguente Alpha. Malgrado ciò, scoppiarono dei dissensi, in particolare con Howe. Wetton lasciò quindi la formazione, sostituito per una tournée in oriente da Greg Lake. Richiamato (dopo l'uscita di Howe) contribuì all'album Astra, il cui relativo insuccesso segnò l'immediato stop all'attività degli Asia.
Nel 1987 pubblicò un album con Phil Manzanera, ex-chitarrista dei Roxy Music con la partecipazione del batterista degli Yes Alan White mentre nel 1990-91 riformò gli Asia, realizzando una tournée nell'Europa dell'est e in Sud America con il chitarrista Pat Thrall al posto di Howe, un album dal vivo a Mosca e una raccolta composta da successi e inediti (Then and Now).
Dal 1992 si dedicò alla carriera solista, durante la quale pubblicò gli album Battle Lines (1994) e Arkangel (1997); entrò inoltre nei Visible Faith di Ken Hensley.

### Anni duemila

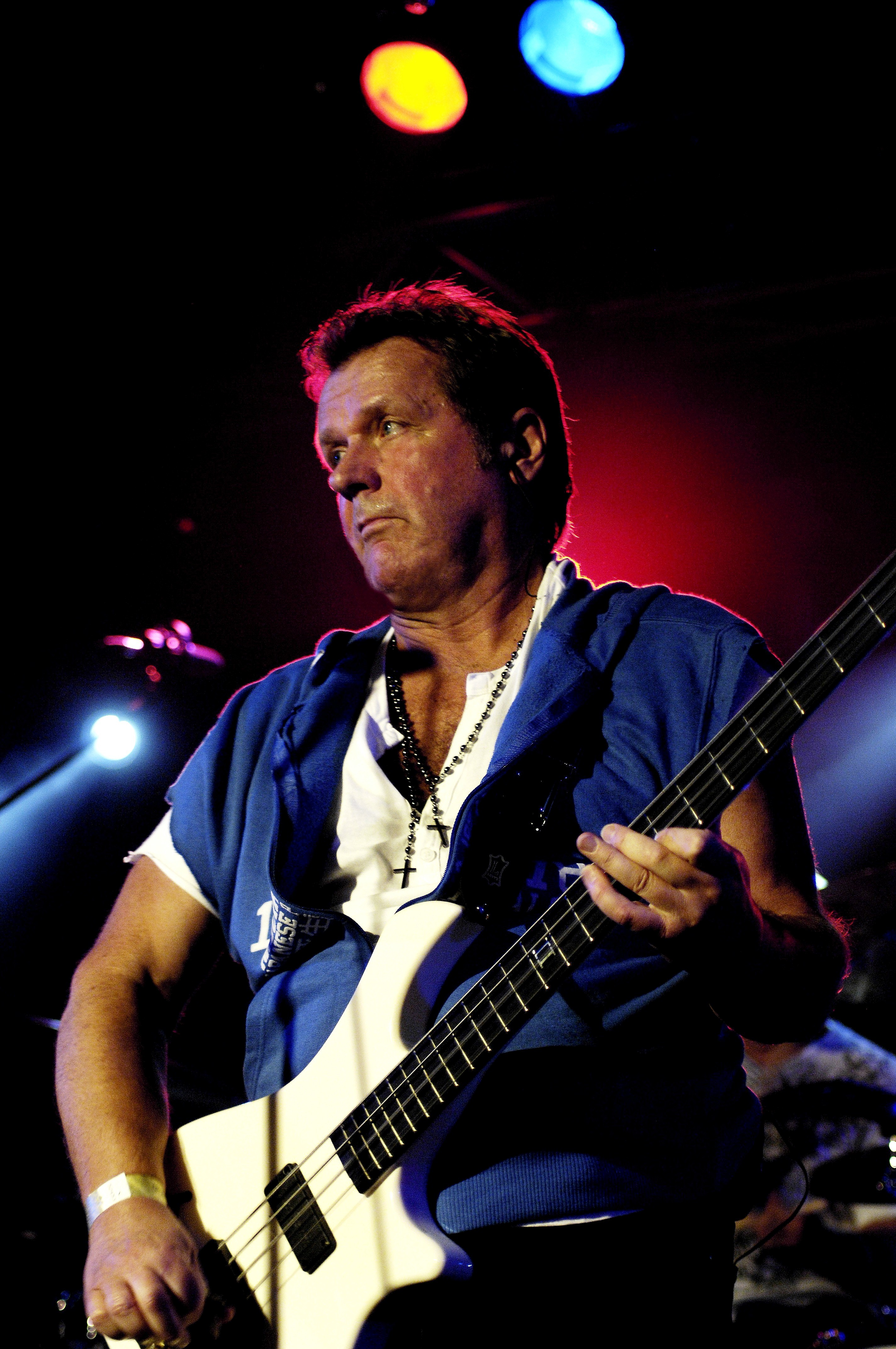
Wetton durante un concerto

Dopo il 2000 gli Asia si riformeranno in due formazioni: Original Asia con John Wetton e Asia featuring John Payne. Nello stesso anno formò i Qango insieme a Carl Palmer, con il quale registrerà soltanto l'album dal vivo Live in the Hood, e pubblicò il quinto album solista Welcome to Heaven. Due anni più tardi uscì il suo sesto album solista Rock of Faith, nel quale tornò a collaborare con Downes e Palmer-James, oltre che con il vecchio amico Fripp. La ritrovata collaborazione con Downes portò i due nel 2005 a lavorare all'album Icon, uscito nello stesso anno e a cui fece seguito l'album dal vivo Icon Live - Never in a Million Years, pubblicato nel 2006. Proprio in quest'ultimo anno partecipò alla riunione in tour della formazione originale degli Asia, riscuotendo un ottimo successo di pubblico.
Nella seconda metà degli anni duemila l'attività di Wetton si è interlacciata tra gli Asia e i Wetton/Downes. Nel 2007 è uscito l'album dal vivo Fantasia: Live in Tokyo degli Asia, registrato nel marzo dello stesso anno. Nell'agosto dello stesso anno, reduce dal tour europeo con gli Asia, Wetton scoprì, in seguito a controlli medici di routine, una grave situazione cardiaca (disfunzioni coronariche). Il 10 agosto del medesimo anno è stato sottoposto ad un intervento chirurgico e gli è stato impiantato un triplo bypass. Dopo un breve periodo di convalescenza ha ripreso regolarmente l'attività musicale.
Nel 2008 sono stati pubblicati Icon II: Rubicon, secondo album in studio dei Wetton/Downes, e Phoenix, undicesimo album in studio degli Asia. Nel 2010 è uscito il secondo album degli Asia dopo la riunione: Omega.

### Anni duemiladieci
Nel luglio 2011 torna a pubblicare un album da solista, Raised in Captivity, che vede la partecipazione di due leggende della chitarra: Robert Fripp e Steve Morse. Da sottolineare anche la partecipazione (a distanza di più di 30 anni e dopo anni di rapporti non proprio amichevoli) di Eddie Jobson, cofondatore con Wetton degli UK.
Nel 2014, dopo vari tour con la formazione classica, gli Asia hanno pubblicato l'album Gravitas, nel quale il chitarrista Steve Howe è stato sostituito da Sam Coulson.
Una delle sue ultime apparizioni dal vivo, è stata quella con il gruppo UK, il 24 febbraio 2015 al Festival Progresja, svoltosi a Varsavia in Polonia, assieme al violinista/tastierista Eddie Jobson, il batterista Virgil Donati e il chitarrista Alex Machacek.
Il 31 gennaio 2017 Wetton è morto all'età di 67 anni a causa delle complicazioni di un tumore al colon.

## Discografia

### Da solista
Album in studio
- 1980 – Caught in the Crossfire
- 1987 – Wetton Manzanera (con Phil Manzanera)
- 1994 – Voice Mail
- 1997 – Arkangel
- 2000 – Welcome to Heaven
- 2003 – Rock of Faith
- 2011 – Raised in Captivity

Album dal vivo
- 1995 – Chasing the Dragon
- 1996 – Akustika - Live in Amerika
- 1998 – Hazy Money - Live in New York City USA, May 27, 1997
- 1999 – Nomansland
- 1999 – Sub Rosa - Live in Milan July 5, 1998
- 2000 – Live at the Sun Plaza Tokyo 1999
- 2002 – An Evening with John Wetton
- 2002 – Live in Argentina
- 2002 – More Than Conquerors (con Ken Hensley)
- 2002 – One Way or Another (con Ken Hensley)
- 2003 – Live in Osaka
- 2003 – Live in Stockholm 1998
- 2004 – Amata

Raccolte
- 1998 – Monkey Business 1972-1997 (con Richaard Palmer-James)
- 2003 – From the Underworld

Colonne sonore
- 1998 – Chasing the Deer

### Con i Mogul Thrash
- 1971 – Mogul Thrash

### Con i Family
- 1971 – Fearless
- 1972 – Bandstand

### Con i King Crimson
- 1973 – Larks' Tongues in Aspic
- 1974 – Starless and Bible Black
- 1974 – Red
- 1975 – USA

### Con gli Streetwalkers
- 1974 – Chapman Whitney Streetwalkers

### Con gli Uriah Heep
- 1975 – Return to Fantasy
- 1976 – High and Mighty

### Con i Roxy Music
- 1976 – Viva!

### Con gli UK
- 1978 – U.K.
- 1979 – Danger Money
- 1979 – Night After Night (live)
- 1999 – Concert Classics, Vol. 4 (live)

### Con gli Atoll
- 1979 – Rock Puzzle

### Con i Wishbone Ash
- 1981 – Number the Brave

### Con gli Asia
- 1982 – Asia
- 1983 – Alpha
- 1985 – Astra
- 1990 – Then & Now
- 1990 – Live in Moscow
- 2000 – The Very Best of Asia: Heat of the Moment (1982-1990)
- 2006 – Definitive Collection
- 2007 – Fantasia - Live in Tokyo
- 2008 – Phoenix
- 2010 – Omega
- 2012 – XXX
- 2014 – Gravitas

### Con i Wetton/Downes
- 2001 – John Wetton/Geoffrey Downes
- 2005 – Icon
- 2008 – Icon II: Rubicon
- 2009 – Icon 3

### Collaborazioni
- 1974 – Bryan Ferry – Another Time, Another Place
- 1975 – Phil Manzanera – Diamond Head
- 1976 – Bryan Ferry – Let's Stick Together
- 1977 – Bryan Ferry – In Your Mind
- 1978 – Bryan Ferry – The Bride Stripped Bare
- 1978 – Phil Manzanera – K Scope
- 2013 – Ayreon – The Theory of Everything